# Землетрясение на Камчатке (2025)
Землетрясение магнитудой 8,8 произошло в среду 30 июля 2025 около 11:30 по местному времени (2:30 мск) на территории Камчатского края и Сахалинской области России. Это сильнейшее с 1952 года землетрясение (магнитудой 9,0) на территории этих субъектов. Является также самым сильным землетрясением, зарегистрированным после землетрясения в Японии в 2011 году, и стоит наравне с землетрясениями в Эквадоре и Колумбии 1906 года и чилийским землетрясением 2010 года как шестое по силе землетрясение, когда-либо зарегистрированное. Оно нанесло умеренный ущерб и множественные травмы в Камчатском крае и Сахалинской области, но последующее цунами по всему Тихому океану оказалось относительно слабее, чем ожидалось, с волнами всего около 1 м или меньше в большинстве мест. Во время эвакуации из-за угрозы цунами в Японии погибла женщина, 21 человек получили травмы.

## Хронология
(время указано по МСК)
- 30.07, ср. 2:24. Первые колебания чувствовали жители Камчатки. Ещё одно землетрясение магнитудой 7,9 произошло в Северо-Курильске, жителей начали эвакуировать.
- 3:45. Угрозу цунами объявили на Аляске, Гавайях и в Японии. Волну цунами высотой 3-4 метра зафиксировали у метеостанции Водопадная в Елизовском районе на Камчатке.Предупреждение о цунами в Новой Зеландии

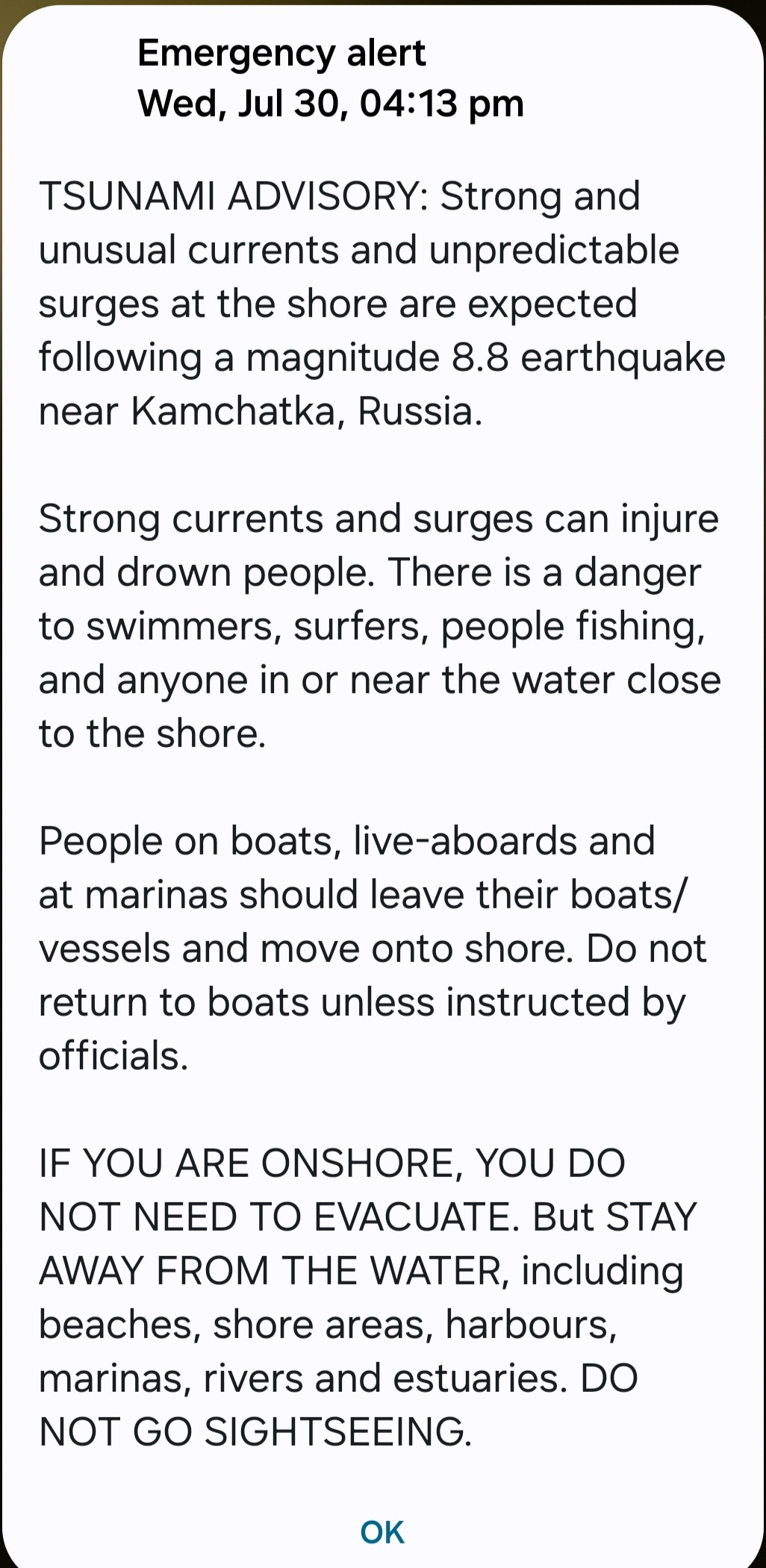
Предупреждение о цунами в Новой Зеландии

- 3:56. Повторные толчки магнитудой 5,8 произошли у берегов Камчатки. Из-за ситуации в регионе местные власти решили сократить рабочий день.
- 4:16. Несколько человек обратились в медучреждения. Пострадавшие чувствуют себя нормально, тяжёлых травм никто не получил.
- 6:12. Стало известно, что во время землетрясения сильно пострадала городская детская поликлиника в Петропавловске-Камчатском. Работу медучреждения приостановили.
- 6:47. Первые волны цунами дошли до Северо-Курильска. Вода почти полностью затопила рыбопромышленное предприятие «Алаид». Землетрясения у берегов Камчатки продолжались почти без остановки — с магнитудой от 5 до 5,9.
- 7:25. В безопасные районы эвакуировали 2,7 тыс. человек. После основного землетрясения зафиксировали ещё 30 ощутимых толчков. Волны цунами достигли побережья Японии.
- 8:41. Стало известно, что местные хирурги-онкологи делали операцию прямо во время землетрясения. С пациентом всё хорошо.
- 9:02. Побережья на Гавайях стали массово покидать люди, власти Индонезии предупредили жителей об угрозе цунами, власти Чили отменили занятия в школах в прибрежных зонах.

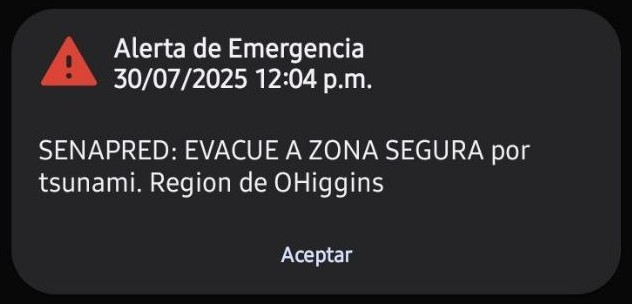
Предупреждение о цунами в регионе О’Хиггинс, Чили

- 10:43. В Петропавловске-Камчатском ввели режим ЧС, специалисты обследуют дома.
- 11:15. Сеть природных парков «Вулканы Камчатки» на пять дней закрыла туристические маршруты.
- 11:18. Для жителей, которые боятся оставаться в своих домах, развернули пункты временного размещения. Власти отмечают, что оставаться в собственном жилье уже не опасно[12].

## Ущерб
Сообщалось о 4 пострадавших на Камчатке. Министр здравоохранения Камчатского края Олег Мельников сообщил, что некоторые люди получали травмы, выбегая на улицы. Один из жителей выпрыгнул из окна. Пострадала женщина, находившаяся в здании аэропорта. Тяжелых травм никто не получил. В Петропавловске-Камчатском наблюдались отключения электричества и временный сбой доступа в Интернет, также обрушился фасад детского сада и был нанесён ущерб инфраструктуре аэропорта Елизово, однако ущерб другим зданиям оказался сравнительно небольшим.
Сильнее всего пострадал город Северо-Курильск: по нему ударили четыре волны цунами, вследствие чего были затоплены порт и рыбный завод, часть судов выбросило на берег, также в городе отключалось электричество и был объявлен режим ЧС, большая часть жителей эвакуирована.
На острове Шумшу смыло палатки учёных Русского географического общества.
В Японии 21 человек получили ранения или пострадали от заболеваний, вызванных жарой, во время эвакуации при температуре, достигающей 40 °C, в том числе 14 на Хоккайдо и 1 в префектуре Миядзаки. В Кумано (префектура Миэ) 58-летняя женщина погибла после того, как вместе с автомобилем упала с обрыва во время эвакуации от цунами.

## Последствия землетрясения и вулканизм
Камчатское землетрясение 30 июля 2025 года относится к так называемым мегаземлетрясениям в зонах субдукции, результатом которых является смещение тектонических плит в поперечном направлении к конвергентной границе. После землетрясения часть Камчатского полуострова вдоль двухсоткилометрового очага сместилась в юго-восточном направлении, в южной части полуострова смещение достигло 2 м. Подземные толчки в океане привели к образованию относительно небольшой волны цунами, высота которой вблизи эпицентра на морском побережье Елизовского района достигала 4 м. Побочным эффектом землетрясений в вулканически активных регионах является усиление вулканизма. Вследствие сейсмособытия всего на полуострове активизировались семь вулканов: Ключевской, Безымянный, Камбальный, Карымский, Мутновский, Крашенинникова и Авачинский.
После землетрясения начала извергаться Ключевская Сопка, над ней образовалась пепловая колонна высотой до 6 километров, по склону потекла лава. Началось извержение вулкана Крашенинникова, последнее извержение которого до этого имело место в XV веке. Активизировался Авачинский вулкан, над его кратером поднялись парогазовые выбросы с небольшим количеством пепла на высоту до 300 метров. Есть вероятность, что в стадию извержения вошёл и вулкан Камбальный: жители посёлка Озерновский рассказывают, что со стороны этого вулкана время от времени слышится мощный гул и раскаты.